# 994-es busz (Budapest)
A budapesti 994-es jelzésű éjszakai autóbusz a Dél-pesti autóbuszgarázs és Gyál, Ady Endre utca között közlekedik Pestszentimre érintésével. Kiegészítő járata 994B jelzéssel az Erdősor utcán át éri el Gyál déli részét. A viszonylatot a MÁV Személyszállítási Zrt. üzemelteti.

## Története
2005. szeptember 1-jétől a korábbi szolgálati járatot 994-es jelzéssel meghirdetve üzemeltette a BKV, a Dél-pesti autóbuszgarázs és Gyál között, Pestszentimre érintésével. 2014 májusában a járat üzemeltetésével a Volánbuszt bízták meg. 2022. május 14-étől a 89E gyáli szakaszán végighaladó (Erdősor utcai) indulások 994B jelzéssel közlekednek.

## Útvonala
| Gyál, Vecsési út felé | Dél-pesti autóbuszgarázs felé                                                                                        |
| --- | --- |
| Dél-pesti autóbuszgarázs vá. – Méta utca – felüljáró – Nagykőrösi út – Gyál, Kőrösi út – Ady Endre utca – Széchenyi utca – Gyál, Vecsési út vá. | Gyál, Vecsési út vá. – Vecsési út – Kőrösi út – Nagykőrösi út – felüljáró – Méta utca – Dél-pesti autóbuszgarázs vá. |

## Megállóhelyei
Az átszállási kapcsolatok között a 994B busz nincs feltüntetve.
| 0                                  | Dél-pesti autóbuszgarázs végállomás        | 15 | 914, 923, 948, 980, 999 |
| 0                                  | Nagykőrösi út                              | 14 | 923, 948                |
| 2                                  | Kamiontelep                                | 12 |                         |
| 2                                  | Közdűlő út                                 | 12 |                         |
| 3                                  | Zöldségpiac                                | 11 |                         |
| 4                                  | Pestszentimre felső vasútállomás           | 11 |                         |
| 4                                  | Bethlen Gábor utca                         | 10 |                         |
| 5                                  | Eke utca                                   | 9  |                         |
| 6                                  | Pestszentimre vasútállomás (Nagykőrösi út) | 8  | 950, 950A               |
| 7                                  | Csolt utca                                 | 7  |                         |
| 8                                  | Ár utca (↓) Paula utca (↑)                 | 6  |                         |
| 9                                  | Kalász utca                                | 5  |                         |
| Budapest–Gyál közigazgatási határa |                                            |    |                         |
| 10                                 | Gyál felső vasútállomás                    | 3  |                         |
| 11                                 | Ady Endre utca                             | ∫  |                         |
| 12                                 | Rákóczi Ferenc utca                        | ∫  |                         |
| 13                                 | Széchenyi István utca                      | ∫  |                         |
| 14                                 | Somogyi Béla utca                          | ∫  |                         |
| 15                                 | Bocskai István utca                        | ∫  |                         |
| ∫                                  | Ady Endre utca                             | 2  |                         |
| ∫                                  | Somogyi Béla utca                          | 2  |                         |
| ∫                                  | Bocskai István utca                        | 1  |                         |
| ∫                                  | Kőrösi út                                  | 1  |                         |
| ∫                                  | Szent István utca                          | 0  |                         |
| 17                                 | Gyál, Vecsési út végállomás                | 0  |                         |

Jegyek és bérletek érvényessége:
Vonaljegy: Dél-pesti autóbuszgarázs – Gyál, Vecsési út
Budapest-bérlet és Budapest-jegyek: Dél-pesti autóbuszgarázs – Kalász utca
Környéki bérlet és környéki helyközi vonaljegy: Kalász utca – Gyál, Vecsési út
Környéki helyi bérlet: Gyál felső vasútállomás – Gyál, Vecsési út